# Clarkia borealis
Clarkia borealis är en dunörtsväxtart som beskrevs av E. Small. Clarkia borealis ingår i släktet clarkior, och familjen dunörtsväxter.

## Underarter
Arten delas in i följande underarter:
- C. b. arida
- C. b. borealis